# Čivitnjača
Čivitnjača (lat. Amorpha), rod listopadnih grmova iz porodice Leguminosae. Postoji 15 priznatih vrsta, a od poznatijih je Amorpha fruticosa.

## Vrste
1. Amorpha apiculata Wiggins
2. Amorpha californica Nutt.
3. Amorpha canescens Pursh
4. Amorpha confusa (Wilbur) S.C.K.Straub, Sorrie & Weakley
5. Amorpha fruticosa L.
6. Amorpha georgiana Wilbur
7. Amorpha glabra Desf. ex Pers.
8. Amorpha herbacea Walter
9. Amorpha laevigata Nutt.
10. Amorpha nana Nutt.
11. Amorpha nitens Boynton
12. Amorpha ouachitensis Wilbur
13. Amorpha paniculata Torr. & A.Gray
14. Amorpha roemeriana Scheele
15. Amorpha schwerinii C.K.Schneid.
16. Amorpha ×notha E.J.Palmer